# Песчанское муниципальное образование (Аткарский район)
Песчанское муниципальное образование — сельское поселение в Аткарском районе Саратовской области Российской Федерации.
Административный центр — село Песчанка.

## История
Статус и границы сельского поселения установлены Законом Саратовской области от 27 декабря 2004 года № 99-ЗСО «О муниципальных образованиях, входящих в состав Аткарского муниципального района».
Законом Саратовской области от 20 апреля 2018 года № 45−ЗСО Барановское, Песчанское и Петровское муниципальные образования преобразованы, путём их объединения, во вновь образованное муниципальное образование «Барановское муниципальное образование Аткарского муниципального района Саратовской области», наделённое статусом сельского поселения с административным центром в селе Барановка.

## Население
| 2010 | 2011 | 2012 | 2013 | 2014 | 2015 | 2016 |
| ---- | ---- | ---- | ---- | ---- | ---- | ---- |
| 676  | ↘674 | ↘650 | ↘609 | ↘576 | ↗581 | ↘554 |
| 2017 | 2018 |      |      |      |      |      |
| ↗560 | ↘540 |      |      |      |      |      |

## Состав сельского поселения
| № | Населённый пункт   | Тип населённого пункта       | Население |
| - | ------------------ | ---------------------------- | --------- |
| 1 | Александровка      | деревня                      | 50        |
| 2 | Новая Ивановка     | деревня                      | ↘79       |
| 3 | Новая Мотовиловка  | деревня                      | 0         |
| 4 | Песчанка           | село, административный центр | ↗522      |
| 5 | Старая Ивановка    | деревня                      | 11        |
| 6 | Старая Мотовиловка | деревня                      | 14        |